# Commiphora myrrha
Commiphora myrrha är en tvåhjärtbladig växtart som först beskrevs av Christian Gottfried Daniel Nees von Esenbeck, och fick sitt nu gällande namn av Adolf Engler. Commiphora myrrha ingår i släktet Commiphora och familjen Burseraceae. Inga underarter finns listade i Catalogue of Life.